# FFV Leipzig
Der FFV Leipzig (offiziell: Frauenfußball-Verein Leipzig e. V.) war ein Frauenfußballverein aus Leipzig. Der Verein wurde am 4. April 2013 gegründet. Die erste Mannschaft spielte zuletzt von 2016 bis April 2017 in der Regionalliga Nordost. Nachdem zur Saison 2017/18 keine Mannschaft zum Spielbetrieb gemeldet worden war, wurde der Verein spätestens 2021 aufgelöst.

## Geschichte
Noch unter dem Namen VfB Leipzig stieg die Mannschaft 2003 in die Regionalliga Nordost auf. Als Fünfter qualifizierte sich die Mannschaft für die neu gegründete 2. Bundesliga und wurde in die Südgruppe eingeteilt. Der Sprung erwies sich als zu groß und das Team stieg als Tabellenletzter wieder ab. In der folgenden Regionalligasaison wurde mit zehn Punkten Vorsprung auf den Magdeburger FFC der Wiederaufstieg geschafft.
In der Saison 2006/2007 spielte die Mannschaft in der Nordgruppe und erreichte dort den sechsten Tabellenplatz. Die zweite Frauen-Mannschaft wurde sächsischer Landesmeister, scheiterte jedoch in der Relegation um den Regionalligaaufstieg an der zweiten Mannschaft vom FF USV Jena. Mit Ablauf der Saison 2010/11 sicherte sich die Frauenmannschaft erstmals den Aufstieg in die Bundesliga.
Als Tabellenletzter der Saison 2011/12 stieg die Mannschaft als einziger sportlicher Absteiger direkt wieder ab. Die Saison 2012/13 beendete die Mannschaft in der 2. Bundesliga auf Platz sechs. Zum 1. Juli 2013 verließen alle Frauen- und Mädchenmannschaften aufgrund finanzieller Probleme den 1. FC Lokomotive Leipzig und wechselten geschlossen zum wenige Monate zuvor von ihnen gegründeten FFV Leipzig. Drei Jahre später stieg die Mannschaft in die Regionalliga Nordost ab.
Am 1. Juli 2016 übernahm RB Leipzig das sächsische Landesleistungszentrum für Frauen- und Mädchenfußball. Am 13. April 2017 zog sich der FFV Leipzig aus betriebswirtschaftlichen Gründen mit sofortiger Wirkung vom Spielbetrieb in der Regionalliga und im Landespokal zurück und gab weiterhin bekannt, für die nachfolgende Spielzeit keine Mannschaften zu melden.
In der Saison 2017/18 starteten die Spielerinnen als FC Phoenix Leipzig einen Neuanfang in der untersten Spielklasse, der fünftklassigen Landesklasse.

## Erfolge
- Landespokalsieger Sachsen: 2015